# Тимелія-криводзьоб буробока
Тиме́лія-криводзьо́б буробока (Erythrogenys mcclellandi) — вид горобцеподібних птахів родини тимелієвих (Timaliidae). Мешкає в Гімалаях і Південно-Східної Азії. Вид названий на честь британського натураліста Джона Макклелланда.

## Опис
Довжина птаха становить 22-23 см. Голова, верхня частина тіла, груди і боки оливково-коричневі. Горло і живіт білуваті, груди поцятковані темними плямами. Очі жовті. Дзьоб сірий, великий і вигнутий. Лапи світло-коричневі. Виду не притаманний статевий диморфізм.

## Поширення і екологія
Буробокі тимелії-криводзьоби поширені у Північно-Східній Індії, Бутані, на сході Бангладеш та на заході М'янми. Вони живуть у вологих рівнинних і гірських тропічних лісах, рідколіссях, на узліссях і в чагарникових заростях. Зустрічаються на висоті від 750 до 1830 м над рівнем моря, поодинці або парами. Живляться комахами і ягодами, шукає їжу в підліску і густих заростях. Сезон розмноження триває з березня по червень. Гніздо кулеподібне з бічним входом, в кладці від 3 до 6 яєць.